# اسحاق قایو
اسحاق قایو (به عربی: إسحاق غايو، آوانگاری: زادهٔ ۲۴ ژانویهٔ ۱۹۹۵) یک کشتی‌گیر فرنگی‌کار اهل کشور الجزایر است. وی سابقه حضور در المپیک ۲۰۲۴ پاریس را دارد.  